# Matudanthus nanus
Matudanthus nanus (M.Martens & Galeotti) D.R.Hunt – gatunek rośliny z monotypowego rodzaju Matudanthus D.R.Hunt z rodziny komelinowatych. Występuje endemicznie na obszarze stanu Oaxaca w południowym Meksyku, w lasach sosnowo-dębowych gór Sierra Madre Wschodniej.
Nazwa naukowa rodzaju honoruje Eizi Matudę, meksykańskiego botanika pochodzenia japońskiego, żyjącego w latach 1894–1978. Epitet gatunkowy oznacza karłowaty, niskopienny.

## Morfologia
PokrójWieloletnie rośliny zielne, z rocznymi, nierozgałęzionymi lub rzadko rozgałęzionymi pędami.
KorzenieBulwiaste.
KwiatyZebrane od 1 do 3 w pojedyncze, zwarte dwurzędki, siedzące na pędzie, wyrastające wierzchołkowo lub w kątach liści. Szypułki wydłużone. Okwiat promienisty. Listki okwiatu wolne, równej wielkości w każdym okółku. Sześć pręcików równej wielkości, o bródkowatych nitkach. Zalążnia trójkomorowa, z dwoma zalążkami w każdej komorze.
OwoceTorebki.

## Genetyka
Liczba chromosomów 2n wynosi 32. Kariotyp asymetryczny, składający się z małych chromosomów różnej wielkości, wielu akrocentrycznych.

## Systematyka
Gatunek z monotypowego rodzaju Matudanthus, z podplemienia Thyrsantheminae w plemieniu Tradescantieae podrodziny Commelinoideae w rodzinie komelinowatych (Commelinaceae). 
Historycznie gatunek ten był umieszczany w oddzielnej sekcji Monantha w ramach rodzaju trzykrotka. Wyodrębniony w 1978 do odrębnego rodzaju z uwagi na kwiatostany wyrastające pojedynczo, a nie w parach.